# Antti Kaikkonen
Antti Samuli Kaikkonen (ur. 14 lutego 1974 w Turku) – fiński polityk i samorządowiec, poseł do Eduskunty, minister obrony (2019–2023, 2023), od 2024 przewodniczący Partii Centrum.

## Życiorys
W 1993 ukończył szkołę średnią w Keravie, a w 2014 studia z zakresu nauk politycznych na Uniwersytecie Helsińskim. Pracował m.in. jako nauczyciel i asystent deputowanego. Zaangażował się w działalność polityczną w ramach Partii Centrum. Od 1996 wybierany na radnego miejskiego w Tuusuli. W latach 1997–2001 pełnił funkcję przewodniczącego Nuoren Keskustan Liitto, organizacji młodzieżowej swojego ugrupowania. W 2013 został skazany na karę 5 miesięcy pozbawienia wolności z warunkowym zawieszeniem jej wykonania za nadużycia finansowe przy kampanii wyborczej).
W 2003 po raz pierwszy został deputowanym do Eduskunty. Mandat poselski odnawiał w wyborach w 2003, 2007, 2011, 2015, 2019 i 2023. W 2016 objął stanowisko przewodniczącego frakcji poselskiej Partii Centrum.
W czerwcu 2019 powołany na urząd ministra obrony w koalicyjnym rządzie Anttiego Rinne. Pozostał na tym stanowisku również w utworzonym w grudniu 2019 gabinecie Sanny Marin. W styczniu 2023 odszedł z tego urzędu w związku z urlopem rodzicielskim; powrócił na stanowisko ministra obrony pod koniec następnego miesiąca. Zakończył urzędowanie wraz z całym gabinetem w czerwcu tegoż roku. W czerwcu 2024 zastąpił Annika Saarikko na funkcji przewodniczącego centrystów.